# Jean-Georges Farcy
Pour les articles homonymes, voir Farcy.
Jean-Georges Farcy (né le 20 novembre 1800 à Paris et mort dans cette même ville le 29 juillet 1830) est un philosophe, poète et journaliste français. Mort durant les Trois Glorieuses, il devint, en plein romantisme, un symbole de liberté pour le nouveau régime constitutionnel.

## Biographie
Farcy est né le 20 novembre 1800 à Paris. Il fait ses études d'abord au lycée Louis-le-Grand puis entre à l'École normale de la rue d'Ulm en 1819. Durant trois ans, il est le camarade de Louis Hachette et de Louis Quicherat. Ses professeurs sont Victor Cousin et Théodore Jouffroy. Le 6 septembre 1822, l'ordonnance Corbière supprime cette école et son pensionnat, au prétexte qu'elle est devenue un foyer d'insurrection libéral. Il est alors exclu, comme ses professeurs et camarades, de l'université.
De 1823 à 1826, il est, pour gagner sa vie, précepteur. En 1823, il entame des travaux de traductions de l'anglais, dont les Mémoires sur le règne de Charles 1er, de Philip Warwick. Puis il traduit le troisième volume (Genève, 1825) des Éléments de philosophie de l'esprit humain de Dugald Stewart, l'un des représentants du courant philosophique d'Édimbourg relayé par Royer-Collard.
En décembre 1824, Paul-François Dubois le contacte pour écrire dans son journal littéraire nouvellement créé, Le Globe, il s'agit de comptes rendus de lecture, poste qu'il occupe une année.
Puis, il publie deux essais, De l'Origine et du progrès de la philosophie en France (1826) et un Aperçu philosophique des connaissances humaines au XIXe siècle (1827). Il semble que le courant saint-simonien ait influencé sa pensée.
Entretemps, il visite l'Italie de septembre 1826 à la fin 1827. De là, il passe en Angleterre, et avec un camarade, se rend au Brésil, où il semble avoir été victime d'une escroquerie.
En août 1829, il est à Paris installé rue d'Enfer, reprend ses chroniques dans Le Globe tout en enseignant la philosophie dans une institution privée à Fontenay-aux-Roses.

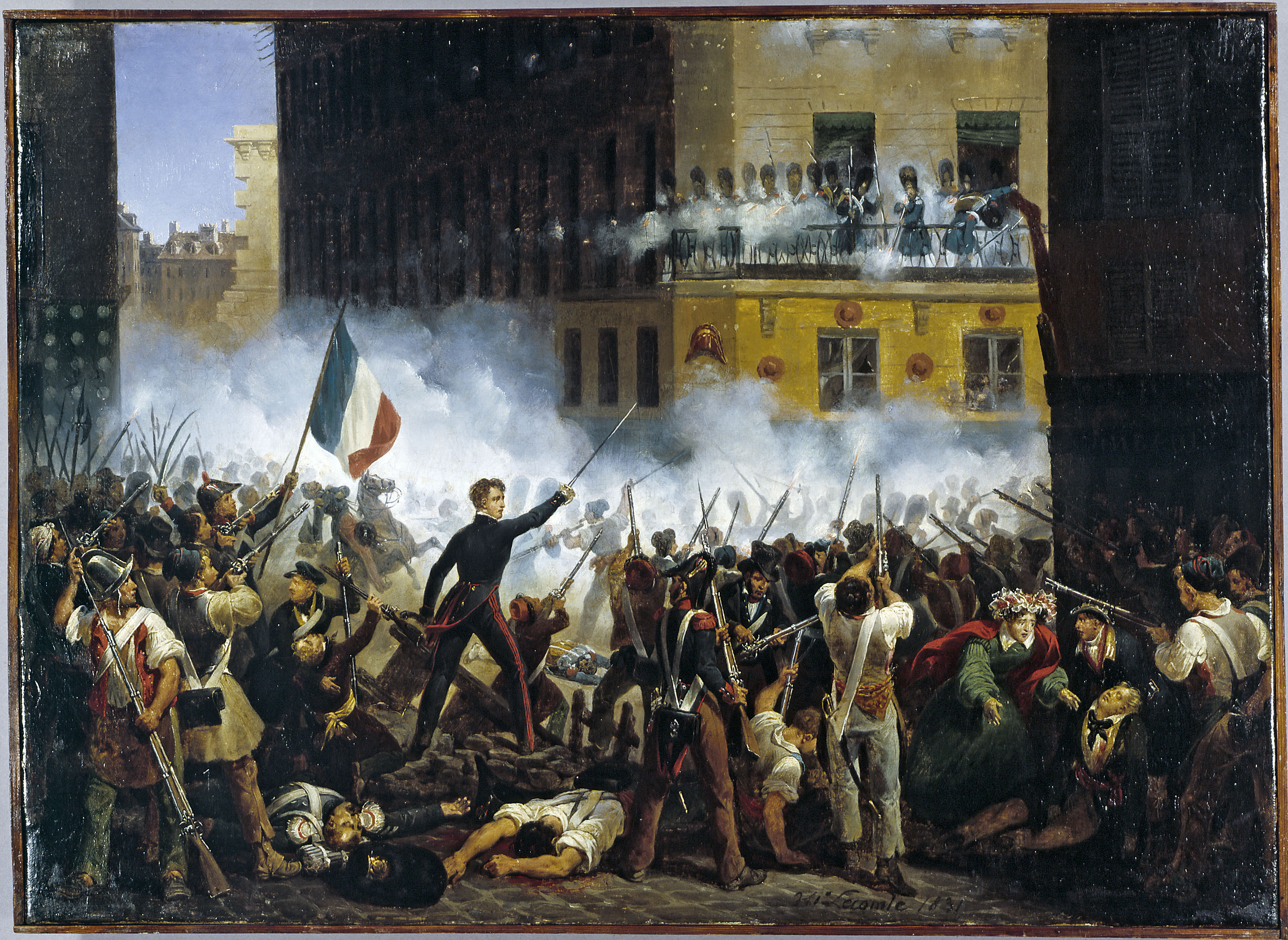
Farcy, figuré au centre du tableau Combat de la rue de Rohan le 29 juillet 1830 (1831) par Hippolyte Lecomte (musée Carnavalet).

Il participe aux Trois Glorieuses des 27, 28 et 29 juillet 1830 : lors de la dernière journée, il est l'un des premiers tués au moment de l'assaut par les insurgés du palais des Tuileries entre la rue de Rohan et la rue Montpensier. Le lendemain, son journal titre : « Le Globe vient de payer à la patrie sa dette de sang. » Il est enterré au cimetière du Père-Lachaise (5e division) le 31 juillet.
Un an plus tard, Farcy devient l'objet d'une sorte de culte de la part de ses anciens camarades et professeurs. Victor Cousin, mais aussi, Sainte-Beuve, célèbrent en lui le symbole de la liberté. Louis Hachette publie dans la foulée Reliquiae, un recueil de ses poèmes et articles.
En 1864, Jules Clarétie l'inclut dans sa galerie de poètes oubliés. En 1880, Édouard Fournier le cite dans ses Souvenirs poétiques de l’école romantique (1880).
Le peintre Alexandre Colin produisit au moins deux portraits de Farcy : l'un en 1829, l'autre, posthume, en 1831.